# Baltinglass
Baltinglass (en gaèlic irlandès Bealach Conglais, que vol dir "carretera de Cúglas", guerrer mitològic dels Fianna) és una vila d'Irlanda, al sud-oest del comtat de Wicklow, a la província de Leinster. Està situada als marges del riu Slaney prop de la frontera amb el comtat de Carlow i el comtat de Kildare, a la carretera N81.

## Història
L'àrea circumdant és rica en jaciments arqueològics i històrics. En el punt més alt del turó, al nord-est del llogaret, es troba un sepulcre de corredor de l'edat de pedra amb parets exteriors acabades en guix no originari de la zona. En dies clars es diu que és visible des del Curragh de Kildare a 48 km de distància. Per l'extrem nord del llogaret, a la presa del riu Slaney es troben les ruïnes d'un antic monestir que ha tingut moltes addicions llarg dels segles, l'església original es diu que data del 700.
El medieval vescomtat de Baltinglass pertanyia a la família Hiberno-Normanda Eustace, qui també va fundar Ballymore Eustace.

## Personatges
- Nikki Hayes, antic RTÉ 2fm[1] i actual DJ Spin 1038
- Kevin O'Brien, jugador de la GAA[2]
- Billy Timmins, Fine Gael TD[3]